# 中村カンナ
中村 カンナ（なかむら カンナ、10月26日 - ）は、日本の女性声優。大阪府出身。Rush Style所属。

## 略歴
子供の頃は人を笑わせることが好きだった。ステージを作り、流行していたCMの曲を歌ったり、変顔をしたりするような子供だった。
その頃、太っており、外見にコンプレックスがあり、人前に立つような仕事に憧れがあった。
音楽の授業で歌を褒められたりしたため、当時好きだったaikoのような歌手になりたいと思っていた。小学生高学年の頃、『ローゼンメイデン』で沢城みゆきを知り、「沢城のように幅広く演じられるような声優になりたい」と思い、声優を目指すようになった。
Rush Style付属養成所・RSアカデミーの2期生として、2018年6月にRush Styleの公式サイトにプロフィールが掲載された。2020年8月より同期生の今井文也とともに準所属になり、2022年1月より今井とともに正所属となった。
2022年7月放送開始の『それでも歩は寄せてくる』の八乙女うるし役にて、自身初のアニメ作品ヒロイン役を演ずる。

## 人物
趣味は映画鑑賞。特技は歌、ものまね、変顔。好きな食べ物は砂肝で、チョコレートが嫌い。
自分が素敵だと思った人にはすぐ影響される性格。

## 出演
太字はメインキャラクター。

### テレビアニメ
2019年
- BanG Dream!（2019年 - 2022年、観客、女の子A） - 1シリーズ + 特別編

2021年
- 魔法科高校の優等生（女子生徒）
- 東京リベンジャーズ（女子B）

2022年
- 神クズ☆アイドル（先生）
- それでも歩は寄せてくる（八乙女うるし）
- ポプテピピック（うさぎA）
- アイドリッシュセブン Third BEAT!（女性A）

2023年
- 人間不信の冒険者たちが世界を救うようです（女の子）
- ぷにるんず（らんるん〈らん〉）
- 吸血鬼すぐ死ぬ2（子供メドキ）
- 【推しの子】（SNSの声）
- 白聖女と黒牧師（ヘーゼリッタ）
- スパイ教室
- 英雄教室（アン）
- お嬢と番犬くん（藤田）
- 君のことが大大大大大好きな100人の彼女（同級生B）
- 七つの大罪 黙示録の四騎士（2023年 - 2024年、アン / 赤子アン） - 2シリーズ
- ゴブリンスレイヤーII（使用人）

2024年
- 遊☆戯☆王ゴーラッシュ!!（2024年 - 2025年、バリベルギャーCPT）
- ひみつのアイプリ（2024年 - 2025年、ミズ・マカロン） - 2シリーズ
- 神は遊戯に飢えている。（ネル・レックレス）
- 黒執事 -寄宿学校編-（ブルーアー家姉妹）
- 転生したらスライムだった件（看板娘）
- ダンジョン飯（村人2）
- 歴史に残る悪女になるぞ（ウィリアムズ・アリシア）

2025年
- この会社に好きな人がいます（経理部女性社員、売り子、企画部女性社員、女の子、山野 他）
- 外れスキル《木の実マスター》 〜スキルの実（食べたら死ぬ）を無限に食べられるようになった件について〜（ダンサー）
- ゴリラの神から加護された令嬢は王立騎士団で可愛がられる（ソフィア・リーラー）
- 完璧すぎて可愛げがないと婚約破棄された聖女は隣国に売られる（ヒマリ）
- スライム倒して300年、知らないうちにレベルMAXになってました ～そのに～（男子生徒B、店員）
- わたしが恋人になれるわけないじゃん、ムリムリ!（※ムリじゃなかった!?）（甘織れな子）
- サイレント・ウィッチ 沈黙の魔女の隠しごと（ラナ・コレット）
- 悪食令嬢と狂血公爵（メルフィエラ・マーシャルレイド）

### 劇場アニメ
- ウマ娘 プリティーダービー 新時代の扉（2024年、ナリタトップロード[32]）

### Webアニメ
- ウマ娘 プリティーダービー ROAD TO THE TOP（2023年、ナリタトップロード[33]） - 2024年に劇場用再編集版公開[34]
- 教育番組（2025年、パウル[35]）

### ゲーム
2018年
- 陰陽おとぎソール（白菊）

2019年
- モンスターストライク（2019年 - 2024年、加藤清正、真・ホルス、ドラスポラ）
- クイズRPG 魔法使いと黒猫のウィズ（ゲルダ・ティマ―）
- 天空のクラフトフリート（ワルツ）
- 創世記戦: アンタリアの戦争（ロビン）
- エルクロニクル（アントラ、ムブ）
- 超偉人大戦-異世界で始める偉人大戦争-（女神アルテミス）
- 神姫覚醒メルティメイデン（クロノス）

2020年
- 狐が僕を待っている（ミミル）
- 白猫プロジェクト 茶熊学園2020〜風雲文化祭編〜（空飛ぶ星たぬき）
- ラストピリオド -終わりなき螺旋の物語-（レナ―タ）
- 龍が如く7

2021年
- プリンセスコネクト!Re:Dive
- 美少女学入門：ルアナ・ワールド（エイミー、ヘーゼル、MIHO）
- サクラ革命 〜華咲く乙女たち〜（水無瀬くりん）
- 幻獣契約クリプトラクト（キーラ）

2022年
- ウマ娘 プリティーダービー（2022年 - 2023年、ナリタトップロード）
- 駅メモ！ -ステーションメモリーズ！-（美深ふぶ）
- 聖塔神記 トリニティトリガー（エリス・クオイズ）
- ブラウンダスト（ソーマ）
- 狼ゲームアナザー（森ミサキ)

2023年
- ホグワーツ・レガシー（アデレード・オークス、サチャリッサ・タグウッド）
- キュービックスターズ（2023年 - 2024年、ホルス、サクサクサリム）
- エーテルゲイザー（暗御津羽）

2024年
- メイド・オブ・ザ・デッド（レイラ・サンダース）
- 18TRIP

### デジタルコミック
- こはる日和とアニマルボイス（2018年、ノーブル[57]）
- 恋するムツアイ（2019年、美咲[58]）
- りんちゃんは据え膳したい（2021年、女子生徒 他[59]）
- リリィ・リリィ・ラ・ラ・ランド（2022年、和多世ぼたん[60]）
- どれが恋かがわからない（2022年、マリア[61]）
- 転生担当女神が100人いたのでチートスキル100個貰えた 漫画朗読PV（2022年、ナレーション（全役）[62]）

### ボイスドラマ
- 恋が暴走する惑星 コイバナ（2022年、レイ[63]）
- 幕末動乱美少女伝（2024年、三条実美）
- 戦国繚乱美少女伝（2025年、榊原康政）
- ウマ娘 プリティーダービー 新時代の扉 オーディオドラマ「また星は巡る」（2025年、ナリタトップロード）

### 吹き替え

#### 映画
- シエラ・バージェスはルーザー（2018年）
- 15ミニッツ・ウォー（2020年、ジョゼフィーヌ）
- Work It 〜輝けわたし!〜（2020年、ブリット・ターナー〈カリアン・ブレモー〉）
- パーマー（2021年、リーリー 他）
- ヒーズ・オール・ザット（2021年）
- エンド・オブ・ロード（2022年）
- ランサム 非公式作戦（2025年、ライラ〈ニスリン・アダム〉[64]）

#### ドラマ
- クイーン・オブ・ザ・サウス 〜女王への階段〜（2019年、イザベラ〈イダリア・ヴァレス〉）
- クープ&キャミ どっちがイイ?（英語版）（2020年）
- キャンプ・キキワカ（2020年、ソフィア）
- ベビー・シッターズ・クラブ（2020年 - 、カレン〈ソフィア・リード＝ガンツァート〉、ローガン〈リアン・マクリリック〉 他）
- ザ・ホーンティング・オブ・ブライマナー（2020年、生徒）
- スタートアップ: 夢の扉（2020年、シン・ジョン〈チュ・ボヨン〉、ナム・ドサン〈幼少時代〉〈キム・ガンフン〉）
- ウィンクス・サーガ: 宿命（2021年、ビアトリクス〈セイディ・ソヴラル〉）
- ソウルメイト（英語版）（2021年、ゾーラ 他）
- キャット 〜私のママは首相〜（2023年、ジョージーナ）

#### アニメ
- ロケッティア（2020年、テッシュ）
- ブルーイ（2020年、ソックス 他）
- アルビン!&しまっピーズ（2021年）

### テレビ番組
- 声優養成所 サタラーナZ（2018年、Kawaiian TV）

### その他
- あおとさくら PV（2022年、ナレーション[65]）

## ディスコグラフィ

### キャラクターソング
| 発売日  | 商品名                                                                                         | 歌 | 楽曲                               | 備考                                                                     |
| 2020年  | 2020年                                                                                         | 2020年 | 2020年                             | 2020年                                                                   |
| ------- | ---------------------------------------------------------------------------------------------- | --- | ---------------------------------- | ------------------------------------------------------------------------ |
| 4月16日 | 狐が僕を待っている特装版同梱 オープニング・エンディングテーマCD                                | シュア（宮崎珠子）、ミミル（中村カンナ）、カリン（景山梨彩） | 「狐弓」                           | ゲーム『狐が僕を待っている』オープニングテーマ                           |
| 4月16日 | 狐が僕を待っている特装版同梱 オープニング・エンディングテーマCD                                | シュア（宮崎珠子）、ミミル（中村カンナ）、カリン（景山梨彩） | 「切り拓け二人の世界」             | ゲーム『狐が僕を待っている』エンディングテーマ                           |
| 2022年  |                                                                                                | |                                    |                                                                          |
| 4月27日 | ウマ娘 プリティーダービー WINNING LIVE 05                                                      | スペシャルウィーク（和氣あず未）、サイレンススズカ（高野麻里佳）、トウカイテイオー（Machico）、オグリキャップ（高柳知葉）、ゴールドシップ（上田瞳）、メジロマックイーン（大西沙織）、テイエムオペラオー（徳井青空）、ナリタブライアン（衣川里佳）、シンボリルドルフ（田所あずさ）、タマモクロス（大空直美）、メジロライアン（土師亜文）、アドマイヤベガ（咲々木瞳）、サクラバクシンオー（三澤紗千香）、ミスターシービー（天海由梨奈）、メジロドーベル（久保田ひかり）、マチカネタンホイザ（遠野ひかる）、サトノダイヤモンド（立花日菜）、キタサンブラック（矢野妃菜喜）、サクラチヨノオー（野口瑠璃子）、メジロアルダン（会沢紗弥）、ヤエノムテキ（日原あゆみ）、ナリタトップロード（中村カンナ） | 「We are DREAMERS!!」              | ゲーム『ウマ娘 プリティーダービー』関連曲                                |
| 4月27日 | ウマ娘 プリティーダービー WINNING LIVE 05                                                      | スペシャルウィーク（和氣あず未）、サイレンススズカ（高野麻里佳）、トウカイテイオー（Machico）、オグリキャップ（高柳知葉）、ゴールドシップ（上田瞳）、メジロマックイーン（大西沙織）、テイエムオペラオー（徳井青空）、ナリタブライアン（衣川里佳）、シンボリルドルフ（田所あずさ）、アグネスデジタル（鈴木みのり）、タマモクロス（大空直美）、マヤノトップガン（星谷美緒）、メジロライアン（土師亜文）、アドマイヤベガ（咲々木瞳）、サクラバクシンオー（三澤紗千香）、スマートファルコン（大和田仁美）、ニシノフラワー（河井晴菜）、ハルウララ（首藤志奈）、マーベラスサンデー（三宅麻理恵）、ミスターシービー（天海由梨奈）、メジロドーベル（久保田ひかり）、ナイスネイチャ（前田佳織里）、マチカネタンホイザ（遠野ひかる）、ツインターボ（花井美春）、サトノダイヤモンド（立花日菜）、キタサンブラック（矢野妃菜喜）、サクラチヨノオー（野口瑠璃子）、メジロアルダン（会沢紗弥）、ヤエノムテキ（日原あゆみ）、ナリタトップロード（中村カンナ） | 「うまぴょい伝説」                 | ゲーム『ウマ娘 プリティーダービー』関連曲                                |
| 7月20日 | 50センチ                                                                                       | 八乙女うるし（中村カンナ） | 「50センチ」                       | テレビアニメ『それでも歩は寄せてくる』エンディングテーマ                 |
| 10月4日 | ウマ娘 プリティーダービー Solo Vocal Tracks Vol.5 －4th EVENT SPECIAL DREAMERS!! EXTRA STAGE－ | ナリタトップロード（中村カンナ） | 「We are DREAMERS!!（Game Size）」 | ゲーム『ウマ娘 プリティーダービー』関連曲                                |
| 2023年  |                                                                                                | |                                    |                                                                          |
| 3月29日 | ウマ娘 プリティーダービー WINNING LIVE 11                                                      | スペシャルウィーク（和氣あず未）、トウカイテイオー（Machico）、テイエムオペラオー（徳井青空）、ナリタブライアン（衣川里佳）、シンボリルドルフ（田所あずさ）、マヤノトップガン（星谷美緒）、マンハッタンカフェ（小倉唯）、アグネスタキオン（上坂すみれ）、アドマイヤベガ（咲々木瞳）、マーベラスサンデー（三宅麻理恵）、ミスターシービー（天海由梨奈）、ツインターボ（花井美春）、サトノダイヤモンド（立花日菜）、キタサンブラック（矢野妃菜喜）、サクラローレル（真野美月）、ナリタトップロード（中村カンナ）、シンボリクリスエス（春川芽生）、タニノギムレット（松岡美里）、メジロラモーヌ（東山奈央）、サトノクラウン（鈴代紗弓）、シュヴァルグラン（夏吉ゆうこ）、ジャングルポケット（藤本侑里） 、カツラギエース（藤原夏海） | 「DRAMATIC JOURNEY」               | ゲーム『ウマ娘 プリティーダービー』関連曲                                |
| 3月29日 | ウマ娘 プリティーダービー WINNING LIVE 11                                                      | スペシャルウィーク（和氣あず未）、トウカイテイオー（Machico）、ウオッカ（大橋彩香）、テイエムオペラオー（徳井青空）、ナリタブライアン（衣川里佳）、シンボリルドルフ（田所あずさ）、マヤノトップガン（星谷美緒）、マンハッタンカフェ（小倉唯）、アグネスタキオン（上坂すみれ）、アドマイヤベガ（咲々木瞳）、マーベラスサンデー （三宅麻理恵）、ミスターシービー（天海由梨奈）、ツインターボ（花井美春）、サトノダイヤモンド（立花日菜）、キタサンブラック（矢野妃菜喜）、ツルマルツヨシ（青山吉能）、サクラローレル（真野美月）、ナリタトップロード（中村カンナ）、シンボリクリスエス（春川芽生）、タニノギムレット（松岡美里）、メジロラモーヌ（東山奈央）、サトノクラウン（鈴代紗弓）、シュヴァルグラン（夏吉ゆうこ）、ジャングルポケット（藤本侑里）、カツラギエース（藤原夏海） | 「うまぴょい伝説」                 | ゲーム『ウマ娘 プリティーダービー』関連曲                                |
| 5月10日 | アニメ『ウマ娘 プリティーダービー ROAD TO THE TOP』アルバム                                    | ナリタトップロード（中村カンナ）、アドマイヤベガ（咲々木瞳）、テイエムオペラオー（徳井青空） | 「Glorious Moment!」               | Webアニメ『ウマ娘 プリティーダービー ROAD TO THE TOP』オープニングテーマ |
| 5月10日 | アニメ『ウマ娘 プリティーダービー ROAD TO THE TOP』アルバム                                    | ナリタトップロード（中村カンナ） | 「ONCE MORE, I CAN」               | Webアニメ『ウマ娘 プリティーダービー ROAD TO THE TOP』関連曲             |
| 5月10日 | アニメ『ウマ娘 プリティーダービー ROAD TO THE TOP』アルバム                                    | ナリタトップロード（中村カンナ）、アドマイヤベガ（咲々木瞳）、テイエムオペラオー（徳井青空） | 「イチバン星が駆ける空」           | Webアニメ『ウマ娘 プリティーダービー ROAD TO THE TOP』挿入歌             |
| 5月10日 | アニメ『ウマ娘 プリティーダービー ROAD TO THE TOP』アルバム                                    | ナリタトップロード（中村カンナ）、アドマイヤベガ（咲々木瞳）、テイエムオペラオー（徳井青空）、メイショウドトウ（和多田美咲）、カレンチャン（篠原侑）、ハルウララ（首藤志奈）、ライスシャワー（石見舞菜香）、オグリキャップ（高柳知葉） | 「うまぴょい伝説（Anime Size）」   | Webアニメ『ウマ娘 プリティーダービー ROAD TO THE TOP』エンディングテーマ |
| 9月6日  | ウマ娘 プリティーダービー WINNING LIVE 13                                                      | ナリタブライアン（衣川里佳）、マヤノトップガン（星谷美緒）、アドマイヤベガ（咲々木瞳）、イナリワン（井上遥乃）、サトノダイヤモンド（立花日菜）、キタサンブラック（矢野妃菜喜）、ヤエノムテキ（日原あゆみ）、サクラローレル（真野美月）、ナリタトップロード（中村カンナ）、サトノクラウン（鈴代紗弓）、シュヴァルグラン（夏吉ゆうこ）、ネオユニヴァース（白石晴香）、ヒシミラクル（春日さくら） | 「トレセン音頭」                   | ゲーム『ウマ娘 プリティーダービー』関連曲                                |
| 9月6日  | ウマ娘 プリティーダービー WINNING LIVE 13                                                      | ナリタブライアン（衣川里佳）、マヤノトップガン（星谷美緒）、ライスシャワー（石見舞菜香）、アドマイヤベガ（咲々木瞳）、イナリワン（井上遥乃）、ミスターシービー（天海由梨奈）、マチカネタンホイザ（遠野ひかる）、イクノディクタス（田澤茉純）、ツインターボ（花井美春）、サトノダイヤモンド（立花日菜）、キタサンブラック（矢野妃菜喜）、ヤエノムテキ（日原あゆみ）、サクラローレル（真野美月）、ナリタトップロード（中村カンナ）、サトノクラウン（鈴代紗弓）、シュヴァルグラン（夏吉ゆうこ）、ホッコータルマエ（菊池紗矢香）、ネオユニヴァース（白石晴香）、ヒシミラクル（春日さくら） | 「うまぴょい伝説」                 | ゲーム『ウマ娘 プリティーダービー』関連曲                                |
| 2024年  |                                                                                                | |                                    |                                                                          |
| 4月17日 | ウマ娘 プリティーダービー WINNING LIVE 18                                                      | メジロライアン（土師亜文）、アイネスフウジン（長江里加）、ウイニングチケット（渡部優衣）、トーセンジョーダン（鈴木絵理）、ビコーペガサス（田中あいみ）、イクノディクタス（田澤茉純）、ヤエノムテキ（日原あゆみ）、ナリタトップロード（中村カンナ）、ワンダーアキュート（須藤叶希）、ドゥラメンテ（秋奈） | 「爆熱マイソウル」                 | ゲーム『ウマ娘 プリティーダービー』関連曲                                |
| 4月17日 | ウマ娘 プリティーダービー WINNING LIVE 18                                                      | メジロライアン（土師亜文）、アイネスフウジン（長江里加）、ウイニングチケット（渡部優衣）、トーセンジョーダン（鈴木絵理）、ビコーペガサス（田中あいみ）、イクノディクタス（田澤茉純）、ヤエノムテキ（日原あゆみ）、ナリタトップロード（中村カンナ）、ワンダーアキュート（須藤叶希）、ドゥラメンテ（秋奈）、ラインクラフト（小島菜々恵）、シーザリオ（佐藤榛夏）、エアメサイア（根本優奈）、デアリングハート（希水しお） | 「うまぴょい伝説」                 | ゲーム『ウマ娘 プリティーダービー』関連曲                                |
| 5月24日 | 劇場版『ウマ娘 プリティーダービー 新時代の扉』オリジナル・サウンドトラック                     | ジャングルポケット（藤本侑里）、アグネスタキオン（上坂すみれ）、マンハッタンカフェ（小倉唯）、ダンツフレーム（福嶋晴菜）、フジキセキ （松井恵理子）、テイエムオペラオー（徳井青空）、ナリタトップロード（中村カンナ）、メイショウドトウ（和多田美咲）、アドマイヤベガ（咲々木瞳）、オグリキャップ（高柳知葉）、ダイワスカーレット（木村千咲）、アグネスデジタル（鈴木みのり）、ユキノビジン（山本希望）、ライスシャワー（石見舞菜香）、エアシャカール（津田美波）、カレンチャン（篠原侑）、ゴールドシチー（香坂さき）、トーセンジョーダン（鈴木絵理）、ハルウララ（首藤志奈）、キングヘイロー（佐伯伊織）、ヒシミラクル（春日さくら） | 「うまぴょい伝説」                 | 劇場アニメ『ウマ娘 プリティーダービー 新時代の扉』エンディングテーマ     |

### シリーズ一覧
1. ↑  『2nd Season』（2019年）、『ガルパ5周年記念アニメ』（2022年）
2. ↑  第1期（2023年 - 2024年）、第2期（2024年）
3. ↑  第1期（2024年 - 2025年）、第2期『リング編』（2025年）